# أولاد عبد السميع (صاكة)
أولاد عبد السميع هي إحدى مشيخات المملكة المغربية، تتبع جغرافيا لإقليم جرسيف وإداريًا لصاكة. يقدر عدد سكانها بـ 3585 نسمة حسب الإحصاء الرسمي للسكان والسكنى لسنة 2004.